# شورای همکاری خلیج فارس
شورای همکاری کشورهای عربی پیرامون خلیج فارس (عربی: مجلس التعاون لدول خلیج العربية)، که شورای همکاری خلیج فارس (GCC; عربی: مجلس التعاون الخليجي) نیز نامیده می‌شود، بلوکی سیاسی-تجاری شامل کشورهای عربی خلیج فارس است که اعضای آن اهداف تجاری و اجتماعی مشترکی را پیگیری می‌کنند. شورای همکاری خلیج فارس در ۲۵ مهٔ ۱۹۸۱ میلادی و با هدف یکپارچگی اقتصادی و نظامی تشکیل شد که از جمله اهداف کشورهای عضو، رسیدن به واحد پولی مشترک تا سال ۲۰۱۰ بود. مقر اصلی این شورا هم‌اکنون در ریاض پایتخت عربستان قرار دارد. در جریان بهار عربی در سال ۲۰۱۲ عربستان سعودی برای مقابله با نفوذ ایران در منطقه و اعتراضات، پیشنهاد تبدیل شدن شورای همکاری خلیج فارس به «اتحادیه خلیج» با تعامل نظامی و سیاسی و اقتصادی بیشتر بین کشورها را مطرح کرد. شورای همکاری خلیج فارس همچنین دارای یک شورای برنامه‌ریزی دفاعی است که همکاری نظامی بین کشورهای عضو را هماهنگ می‌کند. بالاترین نهاد تصمیم‌گیری شورای همکاری خلیج فارس، شورای عالی است که به صورت سالانه تشکیل جلسه می‌دهد و از سران کشورهای عضو تشکیل می‌شود.
در حال حاضر شش کشور زیر عضو این شورای همکاری هستند:
- عربستان سعودی
- بحرین
- امارات متحده عربی
- قطر
- عمان
- کویت

## ویژگی‌های جغرافیایی و جمعیتی و سیاسی
شش کشور عضو شورای همکاری خلیج فارس هستند. این کشورها دارای بیش از ۳٬۰۰۰ کیلومتر مرز دریایی هستند و در مجموع ۴۰ درصد منابع نفتی و یک‌چهارم منابع گازی سراسر جهان را به خود اختصاص داده‌اند. این کشورها در مجموع ۵۰ میلیون جمعیت دارند. همگی اعضای کنونی شورا کشورهای پادشاهی هستند. قطر، بحرین و کویت پادشاهی مشروطه و عربستان سعودی و عمان پادشاهی مطلقه و امارات متحده عربی نیز سلطنت فدرال است. در ۱۵ دسامبر سال ۲۰۰۹ دولت‌های بحرین، کویت، قطر و عربستان سعودی تشکیل شورای پول برای وحدت پولی بین اعضای شورا را اعلام کردند. محمد صباح الصباح وزیر وقت امورخارجه کویت، در هشتم دسامبر سال ۲۰۰۹ گفت برای ایجاد وحدت پولی بین اعضای شورا ممکن است تا ده سال طول بکشد. عمان و امارات بعدها خروج خود را از این طرح اعلام کردند.

## نیروی زمینی
نیروی سپر جزیره (به عربی دِرْعُ الجَزیرَة) بازوی نظامی این شورا است که در سال ۱۹۸۴ ایجاد شد. در دسامبر ۲۰۰۷، شیخ احمد فهد الاحمد الصباح، رئیس شورای امنیت ملی کویت اعلام کرد که شورای همکاری خلیج فارس قصد دارد جایگزینی برای نیروهای سپر شبه جزیره ایجاد کند.

## نیروی دریایی
همچنین قرار است نیروی دریایی مشترک شورای تعاونی ملل خلیج فارس که نامش «گروه امنیتی ۸۱» است، در سال ۲۰۱۴ تشکیل شود. هنوز بررسی این طرح ادامه دارد و نمایندگان این کشورها دربارهٔ جزئیات طرح با یکدیگر مذاکره می‌کنند. این نیروی دریایی باید از مناطق آبی عربستان سعودی، بحرین، امارات متحدهٔ عربی، کویت، عمان، و قطر محافظت کند. مقر اصلی نیروی دریایی مشترکی که قرار است تشکیل شود بحرین خواهد بود. بحرین هم‌اینک محل استقرار ناوگان پنجم ایالات متحدهٔ آمریکا است همچنین در دسامبر ۲۰۱۴ اعلام شد که بریتانیا نیز سرگرم تأسیس یک پایگاه دریایی ۲۳ میلیون دلاری و دائمی در بحرین است که میزبان رزم‌ناوها و ناوهای هواپیمابر بریتانیایی خواهد بود. آسوشیتدپرس نوشت: «نیروی دریایی خلیج» قرار است به عنوان عامل بازدارنده‌ای علیه ایران عمل کند.

## نیروی پلیس ضدتروریستی
کشورهای عضو در مورد تشکیل یک نیروی مشترک پلیس به نام «پلیس تعاونی خلیج» (GCC-POL) نیز توافق کردند. نیرویی که وزیر خارجهٔ قطر آن را «مشابه با پلیس بین‌الملل (اینترپل)، اما در محدوده کشورهای عضو این شورا» توصیف کرد. این نیروی پلیس قرار است همکاری کشورهای عرب خلیج فارس علیه تروریسم را بهبود بخشیده، با قاچاق مواد مخدر، پول‌شویی و جرم‌های سایبری نیز مقابله کند.

## جنجال
در دسامبر ۲۰۱۸، امیر قطر اجلاس سالانه شورای همکاری خلیج فارس را نادیده گرفت و به جای آن یک نماینده فرستاد، اما در سال ۲۰۱۹ برای کاهش تنش‌ها بین اعضای شورا، امیر قطر نخست‌وزیر خود را به نمایندگی از دولت قطر به جلسه سالانه شورا اعزام کرد.

## پیشنهاد ایران
مجمع کشورهای شمال و جنوب خلیج فارس: امیر عبداللهیان وزیر وقت ایران در خرداد ۱۴۰۲ در دیدار از کویت و در کاخ نخست وزیری کویت پیشنهاد تشکیل یک اتحادیه سیاسی و اقتصادی و فرهنگی را داد. منظور از کشورهای شمال و جنوب، ایران و عراق (شمال) در کنار ۶ کشور جنوب خلیج فارس یعنی کویت، عربستان سعودی، بحرین، قطر، امارات و عمان است.